# Yıldız, Dereli
Yıldız là một xã thuộc huyện Dereli, tỉnh Giresun, Thổ Nhĩ Kỳ. Dân số thời điểm năm 2011 là 506 người.